# Дилонвејл (округ Џеферсон, Охајо)
Дилонвејл (енгл. Dillonvale, Jefferson County) град је у америчкој савезној држави Охајо.

## Демографија
По попису из 2010. године број становника је 665, што је 116 (-14,9%) становника мање него 2000. године.
| Група             | 2000.       | 2010.       |
| Белци             | 769 (98,5%) | 652 (98,0%) |
| Афроамериканци    | 4 (0,5%)    | 6 (0,9%)    |
| Азијати           | 1 (0,1%)    | 0 (0,0%)    |
| Хиспаноамериканци | 0 (0,0%)    | 1 (0,2%)    |
| Укупно            | 781         | 665         |